# Winklerites lagrecai
Winklerites lagrecai is een keversoort uit de familie van de loopkevers (Carabidae). De wetenschappelijke naam van de soort is voor het eerst geldig gepubliceerd in 1990 door Casale, Giachino & M. Etonti.